# تانيا روبرتس
تانيا روبرتس (بالإنجليزية: Tanya Roberts)‏ (15 أكتوبر 1955 - 4 يناير 2021) ممثلة ومنتجة أميركية. عرفت بدورها «ستايسي ساتون» في فيلم جيمس بوند (نظرة إلى قتل) عام 1985، وبدورها «ميدج بينسيوتي» في المسلسل التلفزيوني عرض السبعينات ذاك (1998-2004).

## حياتها الخاصة
ولدت فيكتوريا لي بلوم (وهو أسمها الأصلي) في 15 أكتوبر 1955 في حي برونكس بمدينة نيويورك، وهي الأبنة الثانية من والد أيرلندي الأصل وأم يهودية. ولديها أخت واحدة أكبر منها سنا تدعى باربرا. نشأت وترعرعت روبرتس مع شقيقتها في وسط برونكس. كان والدها من أصحاب الدخل المتواضع، حيث كان يعمل بائع أقلام حبر في مانهاتن.
انتقلت من نيويورك مع والدتها لتعيش في تورنتو لعدة سنوات، وفي سن الخامسة عشر تركت المدرسة الثانوية وعاشت لفترة من الوقت متنقلة في جميع أنحاء الولايات المتحدة. ثم عادت في نهاية المطاف إلى مدينة نيويورك، وأصبحت عارضة أزياء وموديل غلاف. ثم تعرفت على طالب علم النفس باري روبرتس (بينما كانوا ينتظرون دورهم في فيلم)، وعرضت عليه الزواج في محطة المترو وتزوجا في وقت لاحق. تابع باري مهنته ككاتب سيناريو، بينما بدأت تانيا الدراسة في ستوديو الممثلون مع لي ستراسبرغ وأوتا هاغن تحت اسم تانيا روبرتس.

## سيرتها المهنية

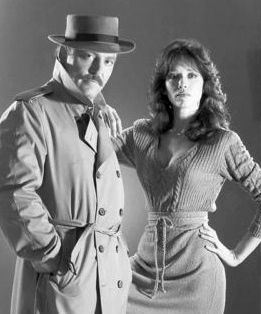
ستاسي كيتش وتانيا روبرتس

### بداياتها المبكرة
بدأت حياتها المهنية بوصفها موديل في الإعلانات التلفزيونية لمجموعة من شركات الإعلان. ولعبت أدوارا جادة في مسرح أوف برودواي. كما قامت بتعلم الرقص عند مدرب الرقص آرثر موراي. وكان ظهورها الأول على شاشة السينما في فيلم «دخول القسري» عام 1975. وتبع ذلك الفيلم الكوميدي «يم يم-بنات» عام 1976.
في عام 1977، بدأ زوجها مهنة كتابة السيناريو، فأنتقل الزوجان إلى هوليوود. وفي العام التالي شاركت تانيا روبرتس في فيلم «الأصابع». ومن ثم كان لها أدوار في أفلام عدة: عبادة 1979، فخ السائح، جاء المضرب، وكاليفورنيا الحلم. وقد ظهرت روبرتس في العديد من الحلقات التلفزيونية الطيارة: زوما بيتش (كوميديا 1978)، متعة كوف (1979)، ويكيكي (1980).

### ملائكة تشارلي
في صيف عام 1980 تم اختيار تانيا روبرتس من بين حوالي 2000 مرشحة لتحل محل شيلي هاك في الموسم الخامس من المسلسل التلفزيوني البوليسي مسلسل ملائكة تشارلي على قناة اي بي سي. حيث لعبت دور جولي روجرز، وهي من مقاتلي الشوارع الذين يستعملون قبضة اليد أكثر من سلاحها. وبوجود روبرتس كان المنتجون يأملون بتنشيط تقييمات المسلسل وتجديد اهتمام وسائل الإعلام التي تراجعت إلى حد كبير. وقبل العرض الأول للموسم الخامس، كانت ظهر تانيا روبرتس على غلاف مجلة بيبول مع عنوان عريض يتسائل فيما إذا كانت روبرتس ستكون قادرة على حفظ المسلسل من التراجع أو الإلغاء.
وعلى الرغم من الضجيج الذي صاحب ظهور روبرتس في البداية، الا أن الحلقة الأولى من الموسم الخامس في نوفمبر 1980 جائت بتصنيفات مخيبة للآمال. فتم نقل السلسلة بعد ذلك إلى عدة أوقات مختلفة على جدول البث، ولكن استمر عدد المشاهدين بالتراجع مع تقدم الموسم. وبعد 16 حلقة فقط من الموسم الخامس، انخفض ترتيب المسلسل بشكل كبير في تصنيف نيلسن حتى وصل إلى المرتبة 59 في من بين 65 برنامج فقط، مما ادى إلى ألغاء العمل في يونيو 1981.

### في الثمانينات
لعبت تانيا روبرتس دور «كيري» في فيلم Beastmaster عام 1982، كما ظهرت في صور عارية على مجلة بلاي بوي للمساعدة في ترويج الفيلم في أكتوبر 1982. وفي عام 1983 قامت تانيا روبرتس بتصوير فيلم المغامرة الخيالية الإيطالي الصنع «قلوب ودرع» استنادا إلى رواية القرون الوسطى عن ملحمة أورلاندو فوريوسو (المعروفة أيضا باسم قصة الحب والسلاح)، حيث لعبت دور «فيلدا».
ولعبت دور سكرتيرة ممتلئة الجسم للمخبر الخاص «مايك هامر» في الفيلم التلفزيوني القاتل أنا، القاتل أنت. لكنها رفضت مواصلة دورها في سلسلة مايك هامر للعمل على مشروعها القادم، فيلم شينا: ملكة الغابة عام 1984، ولكن الفيلم كان كارثياً على شباك التذاكر، مما جعلها تترشح كـ«أسوأ ممثلة» في حفل توزيع جوائز رازي.
ظهرت روبرتس في وقت لاحق بدور الفتاة «ستايسي ساتون» جيولوجية بفيلم جيمس بوند نظرة إلى قتل عام (1985). حيث وجدت نفسها مرة أخرى تترشح من قبل النقاد لجائزة رازي. وتشمل حقبة الثمانينات أفلام أخرى ليلة عيون، وفيلم الإثارة سحق الجسد عام (1987) والذي يتحدث عن عالم المصارعة. وفيلم العذاب الذي يتحدث عن امرأة سجنت ظلما في أفريقيا.

### في التسعينات
تألقت تانيا روبرتس عام 1991 في فيلم الأثارة والمغامرة «الخلوة الداخلية» جنبا إلى جنب مع مارغو همنغواي. وفي عام 1992 لعبت دور «كاي إيغان» في فيلم خطايا الرغبة. وظهرت على مسلسلات تلفزيون الكابل، والخط الساخن عام 1994؛ وفي عام 1996 لعبة فيديو بأسم The Pandora Directive أو (المحقق باندورا).
في عام 1998 لعب تدور «ميدج بينشيوتي» في المسلسل التلفزيوني الهزلي عرض السبعينات ذاك. كشف روبرتس فيما بعد في برنامج "E! True Hollywood Story" على قناة قناة E! بأنها غادرت ذلك المسلسل عام 2001 لأن زوجها أصبح مرضه ميؤوس من شفائه. وكتبت ذلك في مقدمة كتاب الدليل إلى ملائكة تشارلي عام 2008.

## حياتها الخاصة
ارتبطت تانيا بزوجها باري روبرتس من عام 1974 حتى وفاته في عام 2006. أقامت في هوليوود هيلز بولاية كاليفورنيا حتى توفيت يوم 4 يناير 2021.

## وصلات خارجية
- تانيا روبرتس على موقع IMDb (الإنجليزية)
- تانيا روبرتس على موقع روتن توميتوز (الإنجليزية)
- تانيا روبرتس على موقع ألو سيني (الفرنسية)
- تانيا روبرتس على موقع تيرنر كلاسيك موفيز (الإنجليزية)
- تانيا روبرتس على موقع أول موفي (الإنجليزية)
- تانيا روبرتس على موقع قاعدة بيانات الأفلام السويدية (السويدية)
- تانيا روبرتس على موقع إن إن دي بي (الإنجليزية)
- تانيا روبرتس على موقع قاعدة بيانات الفيلم (الإنجليزية)
- تانيا روبرتس على موقع كينوبويسك (الروسية)